# Karl Berlin

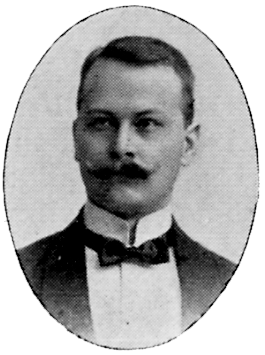
Karl Berlin

Karl Anton Berlin, född 3 maj 1871 i Uppsala, död 16 december 1924 i Malmö, var en svensk arkitekt.
Efter avgångsexamen från Kungliga Tekniska högskolan 1895 var Berlin elev vid Konstakademien 1895–98. Han blev 1903 lektor vid Tekniska elementarskolan i Borås och 1913 vid Tekniska läroverket i Malmö. Han blev arkitekt i Överintendentsämbetet 1913 (Byggnadsstyrelsen från 1917). Berlin var  ordförande i Södra Sveriges Byggnadstekniska Samfund.
Berlin ritade ett gravkapell i Borås (1906) och restaurerade Caroli kyrka där (1913). Han utförde värdefulla undersökningar av äldre svenska byggnadsverk, bland annat Visby ringmur och Malmöhus slott, samt flera renoveringar av dylika. Han var redaktör för Teknisk Tidskrifts avdelning för arkitektur och dekorativ konst 1901–03, Tillsammans med Fritjof Hazelius utgav han Skånska gårdar och hus (1916–21) samt Skånska prästgårdar (1920–21), med flera verk. Han blev korresponderande ledamot av Vitterhetsakademien 1904.